# Első Magyar Általános Biztosító Társaság

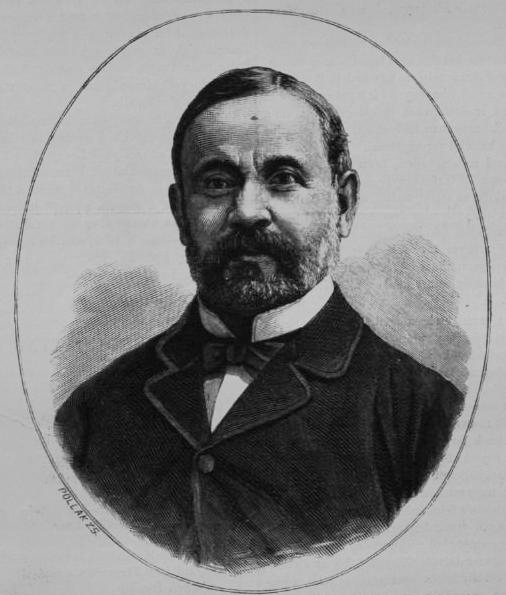
Lévay Henrik arcképe

Az Első Magyar Általános Biztosító Társaság (rövidítve:EMABIT) az első magyar biztosítótársaság volt, amely 1857-ben alakult meg. 1948-ban államosították.

## Története
Akkoriban Magyarországon csak néhány, külföldi érdekeltségű biztosító működött. A hárommillió koronás alaptőkének csupán 30 százalékát fizették be, míg 70 százalékát kötelezvénnyel biztosították. 1879-ben, amikor a gyűjtött tartalékok már a részvények teljes kibocsátási értékét fedezték, a kötelezvények összegét az illető részvényeseknek visszaadták. Az alapítók a következők voltak: gróf Apponyi György (főkancellár), Deák Ferenc, gróf Dessewffy Emil, báró Eötvös József (író), Havas József (jogász), báró Jósika Sámuel (politikus), Karácsonyi László, gróf Károlyi György, Kiss András, Lévay Henrik, Nádossy István, báró Sennyei Pál, Somssich Pál, gróf Szécsen Antal, Szögyény László, Ürményi József (zalai főispán), gróf Zichy Ferenc (tárnokmester) és gróf Zichy Henrik (főispán). A tényleges megalakulás  1857. július 15-én ment végbe, és a társaság az elemi biztosítás összes ágazataiban azonnal megkezdte működését. (Hivatalosan a császári-királyi engedély időpontja: 1858. március 13.)
A Társaság 1860-ban az életbiztosítási ágat is felvette üzletkörébe. A Társaság ebben az évben már 132 vezérügynökséggel, főügynökséggel rendelkezett.
Deák Ferenc, „a haza bölcse”, a Társaság alapításának, sőt első kormányzótestületének a tagja volt. A Társaság választmányi tagjai közül gróf Andrássy Gyula és báró Eötvös József a kiegyezés után az új kormányban miniszteri rangot kaptak; Lónyay Menyhért, aki 1858-1871-ig a Társaság elnöke volt, 1871 novemberében miniszterelnök lett. 
Az új magyar kormányba került vezetők távozása után az elnök gróf Károlyi György, az alelnök gróf Somsich Pál lett. A legfőbb irányító egyre inkább Lévay Henrik lett, aki 1883-tól a társaság vezérigazgatójának a tisztét is betöltötte, 1897-ig.
A Társaság igazgatósága a 19. század végén a következőkből állt: Harkányi Frigyes, Jeney Lajos, Lévay Henrik, Ormody Vilmos, báró Schossberger Zsigmond és gróf Zichy Nándor; a felügyelőbizottság tagjai gróf Batthyány Géza, Giczey Samu, Jekelfalussy Lajos, László Zsigmond és Szitányi Izidor voltak. 
Az EMABIT-ot is súlyosan érintette az 1929–1933 közötti nagy gazdasági világválság, különösen az életbiztosításra volt ez kedvezőtlen hatással.
Az 1948. évi statisztikák szerint az EMABIT a biztosítási piac második legnagyobb szereplője volt a Gazdák Biztosító Szövetkezete után.
A kommunista kormány 1948. április 25-én államosította az EMABIT-ot és két leányvállalatát. Vagyonából alakult meg egy évvel később, 1949 tavaszán az Állami Biztosító Nemzeti Vállalat (ÁB).
Az államosítással a társaság 91 éves története véget ért.